# Stay Down (singel Mary Jane Blige)
„Stay Down” – singel amerykańskiej piosenkarki R&B Mary Jane Blige.

## Listy przebojów
| Chart (2007/2008)                    | Pozycja |
| ------------------------------------ | ------- |
| U.S. Billboard Hot R&B/Hip-Hop Songs | 34      |